# Крамбуса
Крамбу̀са (на гръцки: Κραμπούσα) или Грамвуса (Γραμβούσα) е малък остров в северната част на Бяло море, близо до югоизточното крайбрежие на остров Тасос, Гърция. Островът е ненаселен и в административно отношение е част от дем Тасос.
Островът е разположен срещу село Скала Потамияс на източното крайбрежие на Тасос. В VIII век на него светецът Даниил Тасоски основава манастир. В 1991 година, за да се почете пачетта на светеца, на острова е построена красивата църква „Свети Даниил Тасоски“. На 12 септември много поклонници пристигат с лодки, за да почетат паметта на светеца.